# Euro Deluxe Dance Party
Euro Deluxe Dance Party var Le Sports debutalbum från 2006. På albumets baksida finns en ruta med texten:
Pre Ripped - This disc contains all the songs plus bonus tracks in the mp3 format for easy sharing and listening with modern technology.
Som ett separat spår finns albumets låtar som MP3 samt låtarna Business girls (4:02) och I Comes Before U (3:16) från EP:n I Comes Before U / Business Girls som släppts under november 2005. Låtarna Tell No One About Tonight samt Your Brother Is My Only Hope gavs tidigare ut på bandets första EP Tell No One About Tonight. 

## Låtarna på albumet
1. I Do Renounce Them - 3:18
2. It's Not The End Of The World - 3:19
3. Chemical Drugs - 3:43
4. Your Brother Is My Only Hope - 3:25
5. Show Me Your Penis - 2:58
6. If Neil Tennant Was My Lover - 3:16
7. Think Of You - 3:37
8. Every Lovesong - 3:45
9. Tell No One About Tonight - 3:10
10. Lovetrain - 6:28

## Mottagande
Skivan fick ett relativt gott mottagande med betyg kring eller strax över medel och recenserades av ett flertal svenska dagstidningar

samt kritiker-webbsidan Dagens skiva som gav betyget 6/10.